# S.Coups
Choi Seung-cheol (tiếng Hàn: 최승철; Hanja: 崔勝哲; Hán-Việt: Thôi Thắng Triết, sinh ngày 8 tháng 8 năm 1995), thường được biết đến với nghệ danh S.Coups, (tiếng Hàn: 에스 쿱스, tiếng Nhật: エ ス ク プ ス), là một nam Rapper, ca sĩ và nhạc sĩ người Hàn Quốc, trưởng nhóm nhạc nam Seventeen trực thuộc Pledis Entertainment, cũng như Hip-hop Team của nhóm.

## Tiểu sử
Choi Seung-cheol sinh ngày 8 tháng 8 năm 1995 tại Daegu, là con trai út trong gia đình.
S.Coups được tuyển chọn theo cách rất kì lạ. Một lần, anh không muốn chơi bóng đá sau giờ học nên đã trốn sau một bức tường, anh chàng được Pledis chọn ngay lúc đó. Anh trở thành thực tập sinh của công ty vào năm 2009.
Anh tốt nghiệp [Trường Trung học Biểu diễn Nghệ thuật Seoul]vào ngày 13 tháng 2 năm 2014. Sau 6 năm đào tạo, ngày 26 tháng 5 năm 2015, anh ra mắt với Seventeen, đảm nhận vị trí trưởng nhóm cũng như Hip-hop Team của nhóm.

## Sự nghiệp

### 2013-2015: Trước khi ra mắt
Trước khi trở thành thành viên của Seventeen, S.coups và NU'EST và các thực tập sinh nam khác của công ty gọi chung là Pledis Boys, và thực hiện nhiều hoạt động dưới tên này.
Năm 2011, anh và NU'EST đóng vai chính trong video ca nhạc đầu tay "Wonder Boy" của A.S. Blue ,  và cùng các thành viên PRISTIN Si-Yeon và các thực tập sinh khác xuất hiện trong album "Happy Pledis 2012" bao gồm các video âm nhạc và các buổi biểu diễn trực tiếp của LOVE LETTER. Biểu diễn tại sân khấu của After School trong các trương trình âm nhạc của SBS vào cuối năm 2011, cùng với NU'EST và các thực tập sinh khác.
Năm 2012, cùng với Hoshi, Woozi, Wonwoo và Mingyu góp mặt trong mv debut "FACE". của NU'EST
Năm 2013, công ty Pledis bắt đầu phát sóng một chương trình trực tiếp có tên 17TV trên web online trực tuyến UStream. Trong suốt thời gian lên sóng, các fans đã được mời đến phòng tập của Seventeen để tận mắt theo dõi quá trình thực tập của họ. Các thực tập sinh lần được ra mắt công chúng qua các "seasons" khác nhau của chương trình, một số thực tập sinh khác lại kết thúc quá trình đào tạo của họ sau các concert "Like SEVENTEEN" và S.coups tham gia vào mùa thứ hai. Khi còn là thực tập sinh, anh ấy đã tham gia nhiều buổi biểu diễn để tích lũy kinh nghiệm sân khấu và sau khoảng thời gian luyện tập(6 năm), anh ấy đã ra mắt cùng với SEVENTEEN.
Ngoài ra, S.coups cũng tham gia rap trong bài hát "LIPSTICK" Orange Caramel "Super Woman".
Năm 2014, S.coups và Jun, Hoshi, Wonwoo, MinGyu và Vernon đã tổ chức sân khấu của San E và Raina vào cuối năm.

### 2015ː Thành viên của Seventeen
Vào ngày 26 tháng 5 năm 2015, S.Coups cùng với các thành viên  Jeonghan, Joshua, Jun, Hoshi, Wonwoo, Woozi, The8, DK, Mingyu, Seungkwan, Vernon và Dino đã ra mắt với nhóm nhạc nam SEVENTEEN và thông qua một showcase trực tiếp kéo dài 1 tiếng của kênh truyền hình lớn MBC, do Lizzy và Raina của After School làm MC, trong tập thứ 7 của chương trình "SEVENTEEN Project": Debut Big Plan" trên kênh truyền hình MBC, đã ra mắt mini album đầu tiên "17 CARAT"
S.coups đã ra mắt với tư cách là đội trưởng của nhóm nhạc SEVENTEEN và cũng là đội trưởng của Hip-hop Team  Chủ yếu chịu trách nhiệm về lời bài hát Rap, nhưng cũng tham gia sáng tác.

## Sáng tácː
Tên đăng ký theo Hiệp hội Bản quyền Âm nhạc Hàn Quốc là "에스쿱스" hoặc "S.Coups", số đăng ký là 10009925.
In đậm ca khúc chủ đề của album

### Bài hát của nhóm
| Năm  | Ngày Phát hành | Album                       | Bài hát                                 | Lời | Nhạc |
| 2015 | 29 tháng 5     | 《17 CARAT》                | Shining Diamond                         | ✓   |      |
| 2015 | 29 tháng 5     | 《17 CARAT》                | Adore U                                 | ✓   |      |
| 2015 | 29 tháng 5     | 《17 CARAT》                | Ah Yeah                                 | ✓   |      |
| 2015 | 10 tháng 9     | 《Boys Be》                 | Fronting（표정관리）                    | ✓   |      |
| 2015 | 10 tháng 9     | 《Boys Be》                 | MANSAE                                  | ✓   |      |
| 2015 | 10 tháng 9     | 《Boys Be》                 | ROCK                                    | ✓   |      |
| 2016 | 25 tháng 4     | 《Love & Letter》           | Chuck（엄지척）                         | ✓   |      |
| 2016 | 25 tháng 4     | 《Love & Letter》           | Pretty U                                | ✓   |      |
| 2016 | 25 tháng 4     | 《Love & Letter》           | Hit Song（유행가）                      | ✓   |      |
| 2016 | 25 tháng 4     | 《Love & Letter》           | Drift Away（떠내려가）                  | ✓   |      |
| 2016 | 25 tháng 4     | 《Love & Letter》           | Adore U (Vocal Team Ver.)               | ✓   |      |
| 2016 | 25 tháng 4     | 《Love & Letter》           | MANSAE (Hip-hop Team Ver.)              | ✓   | ✓    |
| 2016 | 25 tháng 4     | 《Love & Letter》           | Shining Diamond (Performance Team Ver.) | ✓   |      |
| 2016 | 25 tháng 4     | 《Love & Letter》           | Love Letter（사랑쪽지）                 | ✓   |      |
| 2016 | 4 tháng 7      | 《Love & Letter Repackage》 | NO F.U.N                                | ✓   |      |
| 2016 | 4 tháng 7      | 《Love & Letter Repackage》 | VERY NICE                               | ✓   |      |
| 2016 | 4 tháng 7      | 《Love & Letter Repackage》 | Healing（힐링）                         | ✓   |      |
| 2016 | 4 tháng 7      | 《Love & Letter Repackage》 | Space（끝이 안보여）                    | ✓   |      |
| 2016 | 5 tháng 12     | 《Going Seventeen》         | BOOMBOOM                                | ✓   |      |
| 2016 | 5 tháng 12     | 《Going Seventeen》         | Lean On Me（기대）                      | ✓   |      |
| 2016 | 5 tháng 12     | 《Going Seventeen》         | Fast Pace（빠른 걸음）                  | ✓   |      |
| 2016 | 5 tháng 12     | 《Going Seventeen》         | I Don't Know（글쎄）                    | ✓   |      |
| 2017 | 22 tháng 5     | 《Al1》                     | Don't Wanna Cry                         | ✓   |      |
| 2017 | 22 tháng 5     | 《Al1》                     | IF I                                    | ✓   |      |
| 2017 | 22 tháng 5     | 《Al1》                     | Crazy in Love                           | ✓   |      |
| 2017 | 22 tháng 5     | 《Al1》                     | Check-In                                | ✓   |      |
| 2017 | 6 tháng 11     | 《TEEN, AGE》               | CHANGE UP                               | ✓   |      |
| 2017 | 6 tháng 11     | 《TEEN, AGE》               | Without You（모자를 눌러 쓰고）         | ✓   |      |
| 2017 | 6 tháng 11     | 《TEEN, AGE》               | TRAUMA                                  | ✓   |      |
| 2017 | 6 tháng 11     | 《TEEN, AGE》               | Flower                                  | ✓   |      |
| 2017 | 6 tháng 11     | 《TEEN, AGE》               | Campfire（캠프파이어）                  | ✓   |      |
| 2018 | 5 tháng 2      | 《Director's Cut》          | Thinkin' about you                      | ✓   |      |
| 2018 | 30 tháng 5     | 《We Make You》             | Lean On Me (Japanese ver)               | ✓   |      |
| 2018 | 30 tháng 5     | 《We Make You》             | Love Letter (Japanese ver)              | ✓   |      |
| 2018 | 16 tháng 7     | 《You Make My Day》         | Oh My!（어쩌나）                        | ✓   |      |
| 2018 | 16 tháng 7     | 《You Make My Day》         | Holiday                                 | ✓   |      |
| 2018 | 16 tháng 7     | 《You Make My Day》         | What's Good                             | ✓   |      |
| 2018 | 16 tháng 7     | 《You Make My Day》         | Our Dawn Is Hotter Than Day             | ✓   |      |
| 2019 | 21 tháng 1     | 《You Made My Dawn》        | Getting Closer (숨이 차)                | ✓   |      |
| 2019 | 21 tháng 1     | 《You Made My Dawn》        | Chilli (칠리)                           | ✓   |      |
| 2019 | 16 tháng 9     | 《An Ode》                  | Lie Again                               | ✓   |      |
| 2019 | 16 tháng 9     | 《An Ode》                  | 독: Fear                                | ✓   |      |
| 2019 | 16 tháng 9     | 《An Ode》                  | Let Me Hear You Say                     | ✓   |      |
| 2019 | 16 tháng 9     | 《An Ode》                  | Back It Up                              | ✓   |      |
| 2019 | 16 tháng 9     | 《An Ode》                  | Snap Shoot                              | ✓   |      |
| 2020 | 22 tháng 6     | 《Heng:garæ》               | My My                                   | ✓   |      |
| 2020 | 22 tháng 6     | 《Heng:garæ》               | Kidult (어른 아이)                      | ✓   | ✓    |
| 2020 | 22 tháng 6     | 《Heng:garæ》               | Together (같이 가요)                    | ✓   |      |
| 2020 | 8 tháng 9      | 《24H》                     | Chilli (Japanese ver)                   | ✓   |      |
| 2020 | 8 tháng 9      | 《24H》                     | Together (Japanese ver)                 | ✓   |      |
| 2020 | 19 tháng 10    | 《Semicolon》               | Ah! Love                                | ✓   |      |
| 2021 | 18 tháng 6     | 《Your Choice》             | Heaven's Cloud                          | ✓   |      |
| 2021 | 18 tháng 6     | 《Your Choice》             | Ready to love                           | ✓   |      |
| 2021 | 18 tháng 6     | 《Your Choice》             | Anyone                                  | ✓   |      |
| 2021 | 18 tháng 6     | 《Your Choice》             | GAM3 BO1                                | ✓   |      |
| 2021 | 22 tháng 10    | 《Attacca》                 | I can't run away                        | ✓   |      |
| 2022 | 27 tháng 5     | 《Face the Sun》            | IF you leave me                         | ✓   |      |
| 2022 | 18 tháng 6     | 《Sector 17》               | _WORLD                                  | ✓   |      |
| 2022 | 18 tháng 6     | 《Sector 17》               | CHEERS                                  | ✓   |      |
|      |                |                             |                                         |     |      |

### Bài hát khác
| Năm  | Ngày Phát hành | Nghệ sĩ           | Bài hát            | Lời |
| 2015 | 4 tháng 12     | SEVENTEEN & Ailee | Q&A                | ✓   |
| 2018 | 2 tháng 4      | SEVENTEEN         | JOKER              | ✓   |
| 2018 | 2 tháng 4      | SEVENTEEN         | MMO                | ✓   |
| 2018 | 2 tháng 4      | SEVENTEEN         | What's The Problem | ✓   |

## Chương trình truyền hình

### Tham gia vào các video
| Năm  | Ngày Phát hành | Bài hát     | Ca sĩ                    | Cùng với                      |
| 2011 | 19 tháng 7     | WONDER BOY  | Afterschool BLUE         | NU'EST                        |
| 2011 | 29 tháng 11    | LOVE LETTER | Son Dam-Bi、After School | NU'EST, Xi Yeon               |
| 2012 | 14 tháng 3     | FACE        | NU'EST                   | Wonwoo, Hoshi, Woozi, Min Gyu |
| 2014 |                | My Copycat  | Orange Caramel           | Seventeen                     |

### MC
| Năm  | Ngày       | Đài  | Chương trình     | Vai trò       | Cùng với                                                                     |
| 2017 | 21 tháng 5 | Mnet | KCON 2017 JAPAN  | MC chính thức | Wonwoo, Mingyu                                                               |
| 2017 | 3 tháng 6  | –    | Dream Concert    | MC chính thức | LeeTeuk, Lee Sun Bin                                                         |
| 2017 | 19 tháng 8 | Mnet | KCON 2017 LA     | MC đặc biệt   | Joshua, Vernon                                                               |
| 2018 | 19 tháng 4 | Mnet | KCON 2018 JAPAN  | MC đặc biệt   | Yoon Jeong Han, Joshua, Wonwoo, Seung Kwan                                   |
| 2018 | 19 tháng 7 | Mnet | M Countdown      | MC đặc biệt   | Hoshi, Wonwoo                                                                |
| 2019 | 18 tháng 8 | Mnet | KCON 2019 LA     | MC đặc biệt   | Joshua                                                                       |
| 2020 | 22 tháng 8 | MBC  | Show! Music Core |               | Jeonghan, Joshua, Do Han-se, Kim Dong-han, JR, Kim Wooseok, Nguyễn Trọng Đức |